# Die gestohlene Braut
Die gestohlene Braut ist ein US-amerikanisches Stummfilmdrama aus dem Jahr 1927 von Alexander Korda mit Billie Dove in der Hauptrolle. Der Film wurde von First National produziert und war Kordas erste Regiearbeit in den USA, nachdem er 1926 ins Land kam.

## Handlung
Franz Pless, Sohn eines ungarischen Bauern, geht nach New York, um Architekt zu werden, und trifft dort Sari, Gräfin Thurzo, die er als Kind kannte. Es entwickelt sich eine Romanze, die jedoch abgebrochen wird, da Sari mit ihrem Vater nach Ungarn zurückkehren muss. Franz folgt ihr nach Europa, doch zu seinem Entsetzen erfährt er, dass er drei Jahre Wehrdienst leisten muss. 
Als er die Erlaubnis erhält, seinen Großvater zu besuchen, gerät er in Streit mit Baron von Heimberg, dem Hauptmann seines Regiments, der ihn zu seinem Ordonnanzoffizier macht. Bei einem geheimen Treffen verspricht Sari, auf Franz zu warten, doch ihr Vater verkündet bei einem formellen Bankett die Verlobung seiner Tochter mit von Heimberg, ohne sie zu konsultieren. Franz greift den Hauptmann an, er muss fliehen und wird von seinen Kameraden verfolgt. Sari versteckt ihn, er wird jedoch entdeckt. Ihm wird seine Freiheit angeboten, wenn er das Land verlässt. 
Ilona, die Geliebte des Hauptmanns, verbirgt sich in Saris Hochzeitskleid, während diese Franz trifft. Ilona zwingt daraufhin von Heimberg, die Hochzeit durchzuführen.

## Hintergrund
Max Rée war für das Kostümbild zuständig.
Der Film gilt nicht als verschollen. Laut der Library of Congress befindet sich eine Kopie der acht Filmrollen (7.179 Fuß = ca. 2188 Filmmeter) in einem ausländischen Archiv.

## Veröffentlichung
Die Premiere des Films fand am 8. August 1927 statt. Im gleichen Jahr kam er im Deutschen Reich in die Kinos, im darauffolgenden Jahr auch in Österreich unter dem Titel Der Husarenrittmeister.